# Donkerlanders
De Donkerlanders zijn in het werk van J.R.R. Tolkien over het fictieve Midden-aarde een mensenvolk dat verspreid woonde in stammen in het gebied dat bekendstaat als Enedwaith: ten zuiden van de Glanduin tussen de Grijsvloed, de Nevelbergen en de Isen.

## Geschiedenis
De Donkerlanders stammen af van een mensenvolk dat in de Tweede Era in en rond de Witte Bergen leefde. Zij bouwden Dunharg en de Paden der Doden. Toen de macht van Sauron zich meer liet gelden trokken velen weg naar Eriador. De mensen van Breeg zouden van hen afstammen. In Enedwaith leefden zij in stammen in de uitgebreide bossen.
In de loop van de Tweede Era kwamen de Númenoreanen naar Midden-Aarde. Zij hadden behoefte aan hout voor de vele boten die zij bouwden. Aan de monding van de Gwathló of Grijsvloed bouwden zij een haven. De wouden aan weerszijden van de Gwathló werden massaal gekapt. De Donkerlanders waren woudbewoners en verzetten zich heftig tegen de vernietiging van hun woongebied. Maar zij leefden in verspreide gemeenschappen zonder een centraal leiderschap en waren hierdoor geen partij voor de goed georganiseerde Númenoreanen. De mensen van Enedwaith vluchtten naar het Noorden in Minhiriath en naar het gebied ten oosten van de Nevelbergen. Dit gebied zou later bekendstaan als Donkerland. De rivier de Glanduin of Zwaansvliet durfden zij niet oversteken, uit angst voor de Elfen van Eregion.

## De Rohirrim
In het jaar 2510 van de Derde Era vestigen de Rohirrim onder Eorl de Jonge zich in Calenardhon, dat zij ten geschenke hadden gekregen van Gondor. Deze streek was dunbevolkt vooral als gevolg van de Pest. Het schijnt dat de Rohirrim ook toen al kleine groepen Donkerlanders verdreven hebben. Maar toch lijkt het dat de Rohirrim en de Donkerlanders aanvankelijk op redelijk goede voet met elkaar stonden. Er werd ook onderling gehuwd. Bekend is vooral Freca, een rijk en machtig man die veel land bezat aan weerszijden van de Adorn. Hij had veel Donkerlands bloed en had donkere haren, maar hij beweerde ook af te stammen van de koninklijke lijn van Rohan: van koning Fréawine. Hij nam ook deel aan de raadsvergadering van koning Helm Hamerhand. Tijdens een bijeenkomst vroeg hij de hand van Helms dochter voor zijn zoon Wulf. Maar Helm beledigde Freca en lachte hem uit, om hem daarna in een vuistgevecht te doden.
Toen Rohan enige tijd later in de problemen kwam door aanvallen van Kapers maakte Wulf van de gelegenheid gebruik. Hij verenigde de Donkerlanders en viel Rohan aan. Koning Helm werd bij de Isen verslagen en moest zijn toevlucht nemen in de Hoornburcht. De Donkerlanders namen Isengard en Edoras in. Koning Helm stierf in de Lange Winter tijdens het beleg van de Hoornburcht. In het voorjaar nam Fréaláf, de zoon van de zus van Helm, vanuit Dunharg Edoras weer in en doodde Wulf.
Vooral door grote overstromingen en de eerdere ontberingen van de winter kwamen veel Donkerlanders om en moesten zij zich terugtrekken uit Rohan. Maar er bleef altijd vijandschap bestaan sinds deze tijd tussen de Donkerlanders en de Rohirrim.

## Saruman
Omdat Rohan en Gondor de middelen misten om Isengard tegen de Donkerlanders te beschermen werd deze toren geschonken aan Saruman. Toen Saruman ten tijde van de Oorlog om de Ring tot het kwaad verviel maakte hij gebruik van de vijandschap van de Donkerlanders. Hij wakkerde hun haatgevoelens aan en verenigde hen tegen Rohan. Een gezamenlijk leger van Orks en Donkerlanders viel Rohan aan. Maar bij de slag bij Helmsdiepte werden zij verslagen. De Orks werden gedood door de Enten die Rohan te hulp waren gekomen. De Donkerlanders werd genade geschonken, nadat zij een eed gezworen hadden dat zij nooit meer de voorde van de Isen zouden oversteken.

## Tot slot
De Donkerlanders zijn een duidelijke voorbeeld dat het in Tolkiens werk niet gaat om een simpele strijd van Goed tegen Kwaad. De Donkerlanders strijden met Saruman tegen Rohan. Maar zij hebben alle reden voor hun haat. Vanaf de komst van de Númenoreanen zijn zij vervolgd en door de komst van de Rohirrim in hun gebied werden zij verder verdreven.